# 坪井貴史
坪井貴史（つぼい たかし　1973年 - ）は、フジテレビジョン編成制作局制作センター第2制作室所属のチーフプロデューサー、プロデューサー。

## 来歴・人物
神奈川県立大原高等学校、専修大学文学部国文学科（板坂則子ゼミ）卒業後、1997年入社。入社時は第二制作部で、2000年7月から2003年までにネットワーク事業部に所属し、元笑う犬ADで、2000年にネプチューンのallnightnippon SUPER!出演経歴あり。
2004年8月8日の「登龍門F」で品川庄司の推薦人として録画出演していた。
2005年6月6日の「お台場明石城」でプレゼンするも敗れ、サガテレビのサポートに回る事に。
2011年5月23日よりチーフプロデューサーに昇格。
2016年6月28日付で編成制作局バラエティー制作センターから改称。
2017年7月1日付で制作局第2制作センターから再改称した。
2018年6月20日から一部の番組で制作統括に昇格。
2019年7月1日付で編成局制作センター第2制作室から改称。

## 現在の担当番組
レギュラー

## 過去の担当番組
- 幸せって何だっけ 〜カズカズの宝話〜（AP）
- お笑い登龍門
- フェイク・オフ〜完全なる相関図〜（プロデューサー）
- 環境野郎Dチーム（プロデューサー）
- アナ☆ログ （プロデューサー）
- 理由ある太郎（プロデューサー）
- 爆笑レッドカーペット(特番第1弾、第2弾)
- ショーパン（月曜担当プロデューサー）
- VivaVivaV6（プロデューサー）
- 笑う犬2008（プロデューサー）
- カトパン(火曜担当)
- ネプリーグ（プロデューサー → チーフプロデューサー）
- おノロケ（チーフプロデューサー）
- ナゼこうなった!?アノ人たちの進化論（チーフプロデューサー）
- ソモサン・セッパ!（チーププロデューサー）
- アノ人たちの作り方 〜なぜこうなった!?ファクトリー〜（チーフプロデューサー）
- バナナマンの決断までのカウントダウン（チーフプロデューサー）
  - バナナマンの決断は金曜日!（チーフプロデューサー）
- ユミパン（チーフプロデューサー）
- 国分太一のおさんぽジャパン（プロデューサー）
- FNS番組対抗!オールスター春秋の祭典スペシャル（プロデューサー）
- ニッポン小意見センタ〜♪（チーフプロデューサー）
- ビートたけしの私が嫉妬したスゴい人（プロデューサー）
- トリビアの泉〜素晴らしきムダ知識〜（AP → プロデューサー → チーフプロデューサー）
- 世界ミラクルラボラトリー（チーフプロデューサー）
- TOKIOカケル（2018年6月13日までがチーフプロデューサー、2018年6月20日から2019年3月20日まで制作統括）
- バイキング（チーフプロデューサー・2018年4月2日から、2018年3月30日までがプロデューサー）